# Wolfgang Meusslin

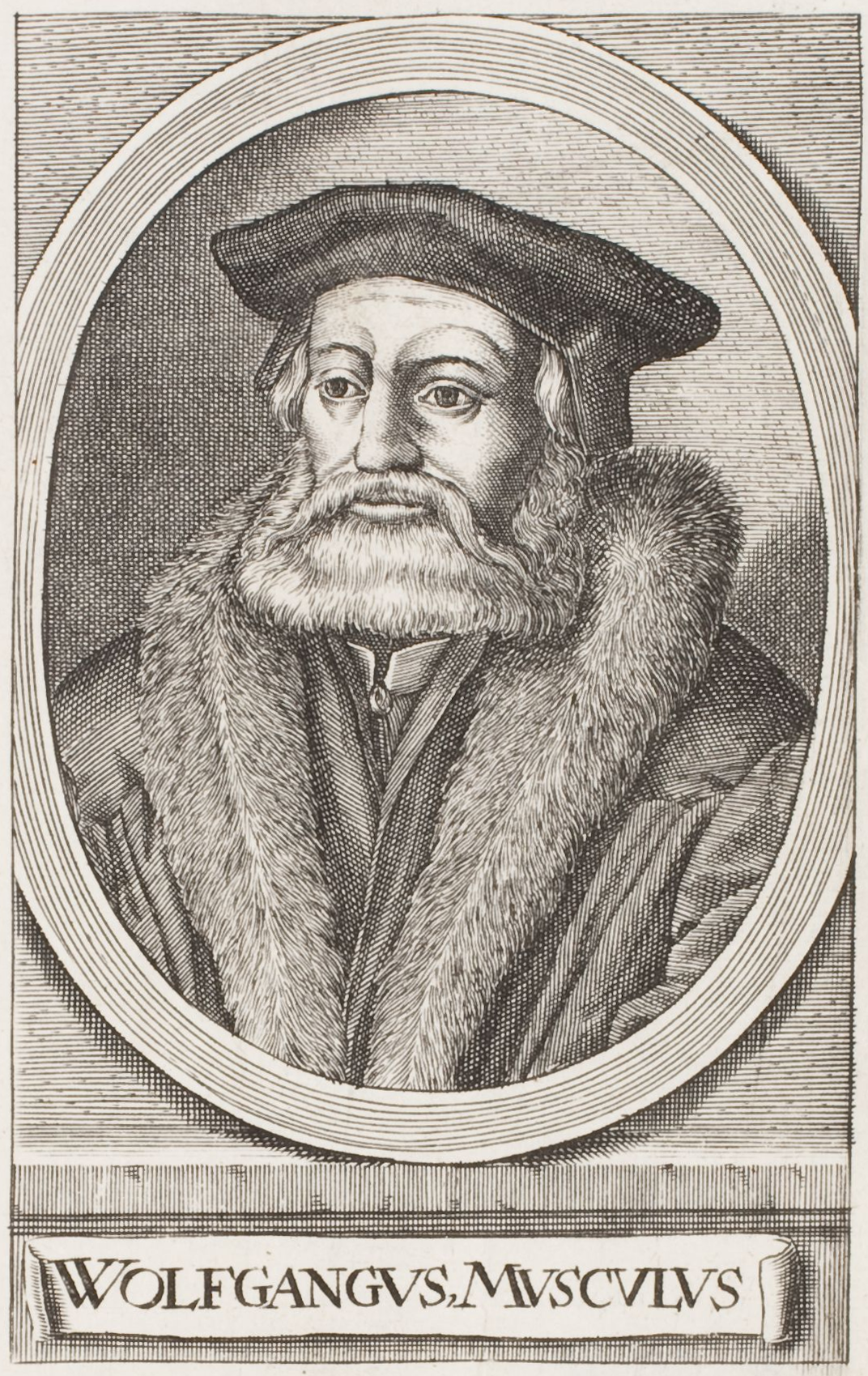
Wolfgang Musculus

Wolfgang Meusslin (Wolfgang "Musculus" Meusslin), född 10 september 1497, död 30 augusti 1563. Teologie professor i Bern. Han finns representerad i Den svenska psalmboken 1986 med ett verk (nr 185), som ursprungligen diktades på 300-talet på latin Christe, qui lux es et dies av Ambrosius av Milano.

## Psalmer
- O Kriste, du som ljuset är (nr 185), översatt till tyska från latin 1526. Finns på Wikisource.